# Gouryella
Gouryella est un projet solo néerlandais de trance. À l'origine formé en 1998 par Ferry Corsten et Tiësto, ce dernier décide de quitter le groupe en 2001 pour se consacrer à une carrière solo. Depuis lors, Corsten reste le seul membre constant du groupe.

## Histoire

### 1998–2003
Ce sont les DJ néerlandais Ferry Corsten et Tiësto qui ont commencé l'aventure de Gouryella. Ils enregistrent quelques morceaux qui font découvrir à plusieurs la trance progressive, sous-genre de la trance. Pour se donner une idée de leur importance sur la scène trance à cette époque, il faut savoir que les quatre singles de Gouryella sont sortis sur de très nombreux labels différents et ont figuré sur beaucoup de compilations de musique électronique.
Le nom Gouryella signifie « paradis » en langage aborigène. En 1999, le premier single, Gouryella, est très bien reçu : il contient des remixes de Gigolo et d'Armin van Buuren. La face B est un titre nommé Gorella, qui est notamment disponible sur la compilation Space Age 2.0 mixé par Tiësto et DJ Montana. Walhalla, paru en 1999 également, contient des remixes d'Armin van Buuren (sous son pseudo Rising Star) et de Hybrid. Les versions vocales sont interprétées par la chanteuse néerlandaise Rachel Spier. La face B In Walhalla est un titre très court contenant des mots parlés prononcés par un homme. La sortie de Tenshi en 2000 est un léger changement de style dans le travail de Gouryella et quelques fans dirent que le mouvement vers une ligne de synthétiseurs plus électrique montrait l'influence grandissante de Tiësto. Toutefois, un étonnant remix de Transa assure le morceau d'être un classique en club, il y eut également des remixes de Roland Klinkenberg, Mark Moon, ATB et Ratty (pseudonyme du groupe Scooter). Gouryella remixe aussi pour d'autres artistes en 1999 : Messages pour Solange et 1999 pour Binary Finary.
En 2000, Tiësto annonce son départ du groupe, ayant décidé de se concentrer sur sa carrière solo. Quelques minutes après que la déclaration de départ de Tiësto remise à trance.nu, un autre message est envoyé au site, cette fois de Dessaur, qui annonce qu'il y aurait un nouveau single au printemps 2002 sur Purple Eye. Malgré sa déclaration, et son désir de produire un album avec Corsten,, Tiësto ne rejoint pas le groupe, et laisse Corsten tout seul pour écrire et produire les prochains singles de Gouryella.
Après le départ de Tiësto, Corsten collabore avec le compositeur néerlandais John Ewbank pour produire le quatrième single de Gouryella. Au début de l'année 2002, ils commencent à travailler sur le titre intitulé Ligaya (tagalog pour « bonheur »), qui sort avec un pack de remixes de Hiver and Hammer et Green Court, ainsi qu'un remix bonus de Ferry Corsten. Le duo néerlandais Rank 1 réalise également un remix qui, bien qu'il ne soit pas sorti officiellement, est joué par Rank 1 lors de certains de ses concerts en 2002 et 2003. Un flot de remixes réalisés par des fans suit rapidement la sortie originale, notamment par Airbase. En 2003, des hard mixes de Ligaya sont réalisés par Yoji Biomehanika et Walt. Resident Advisor évalue Ligaya et attribue une note de 4,5 sur 5.

### Depuis 2012
Il faudra plusieurs années pour que Gouryella refasse parler de lui. Des rumeurs circulent sur Internet selon lesquelles Gouryella devait sortir un titre intitulé Maya en 2012 ; cependant, une mise à jour de statut sur Facebook postée le 7 novembre 2011 par Ferry Corsten suggère que cette rumeur était en fait fausse. En 2013, la page Facebook et la chaîne YouTube Trance Classics lancent une campagne pour que le premier single de Gouryella atteigne la première place du Beatport Trance Chart. Avec le soutien de Corsten, Tiësto et Aly and Fila, le titre atteint en quelques jours la troisième place, les bénéfices étant reversés à l'association Ronald McDonald House Charities.
Le 28 mai 2015, Ferry Corsten réalise en solo le morceau Anahera sous l'alias Gouryella. Le choix repose surtout sur le style de trance du morceau qui rappelle l'uplifting trance de la fin des années 1990.
Le lundi 13 juin 2016, Flashover Recordings sort le sixième single de Gouryella, intitulé Neba,. Le titre atteint la première place sur Beatport Trance et la 24e sur Beatport Main et figure dans de nombreuses compilations, notamment Delirium Summer Trance de David Pearce et A State of Trance Year Mix 2016 d'Armin van Buuren,,. Après la deuxième série de concerts de Gouryella à travers le monde, Ferry Corsten dévoile From the Heavens, qui comprend de nouvelles versions des quatre premiers titres de Gouryella ainsi que Anahera et Neba.
Lors de son set au Dreamstate Europe à Gliwice, en Pologne, il présente en avant-première son prochain single Surga, qui sort le 3 mai 2019.

## Vimana
En plus du projet Gouryella, Ferry Corsten et Tiësto sortirent deux titres sous le nom Vimana. Le single We Came paru en 1999 contenait une face-B nommée Dreamtime. À cette époque, aucun de ces morceaux n'ont été considérés appropriés à une sortie sous le nom de Gouryella car ce projet était réservé à des chansons extrêmement euphoriques et c'est pourquoi cet alias a été créé.

## Discographie

### Albums studio
- 2004 : System F / Gouryella – Best
- 2005 : Best of System F. and Gouryella (Part One)
- 2006 : Best of System F. and Gouryella (Part Two)
- 2016 : From the Heavens

### Singles
- 1999 : Gouryella (15e des charts britanniques[13], 65e des charts néerlandais[14])
- 1999 : Walhalla (19e des charts norvégiens)[15], 27e des charts britanniques[13], 39e des charts néerlandais)[16]
- 2000 : Tenshi (45e des charts allemands[13])
- 2002 : Ligaya (sans Tiësto) (51e des charts allemands)[17], 67e des charts néerlandais[18]
- 2015 : Anahera (sans Tiësto)
- 2016 : Neba (sans Tiësto)
- 2017 : Venera (Vee's Theme)
- 2019 : Surga[19]
- 2021 : Orenda[20]

### Remixes
- 1999 : Binary Finary - 1998
- 1999 : Solange - Messages